# Vladimír Vůjtek (hockeista su ghiaccio 1972)
Vladimír Vůjtek (Ostrava, 17 febbraio 1972) è un ex hockeista su ghiaccio ceco, di ruolo ala destra. Viene spesso indicato come Vladimir Vůjtek, Jr. per distinguerlo dal padre, anch'egli ex hockeista e allenatore di hockey su ghiaccio, Vladimir Vůjtek, Sr.. È cognato di Róbert Petrovický.

## Carriera

### Club
Vůjtek crebbe in patria nell'HC Vítkovice, squadra della sua città natale iscritta alla Extraliga cecoslovacca per poi trasferirsi in Nordamerica nella Western Hockey League presso i Tri-City Americans. Dopo essere stato selezionato al Draft fece il proprio esordio in NHL con i Montreal Canadiens nella stagione 1991-92. Vůjtek più tardi si trasferì nell'organizzazione degli Edmonton Oilers vincendo una Calder Cup con i Cape Breton Oilers. Nel 1995 fece ritorno in Europa dividendosi fra l'Extraliga e la SM-liiga in Finlandia.
Vůjtek ritornò in NHL presso i Tampa Bay Lightning, tuttavia gli venne diagnosticata la sindrome da fatica cronica e dovette saltare quasi un'intera stagione. Dopo un altro breve ritorno all'HC Vitkovice nel luglio del 1999 Vůjtek venne ingaggiato dagli Atlanta Thrashers; durante un'amichevole contro i New York Rangers però venne tagliato accidentalmente alla guancia dal pattino di Valerij Kamenskij e dovette essere operato d'urgenza in ospedale. Anche la sua esperienza ad Atlanta fu brevissima e subito tornò di nuovo a Ostrava.
Dopo alcune stagioni di successo con l'HC Sparta Praga in Extraliga e conl'HPK Hameenlinna in Finlandia Vůjtek fece un'ultima apparizione in NHL nel 2002 con i Pittsburgh Penguins per soli cinque incontri. In totale la sua carriera NHL si sviluppò su cinque stagioni, con 110 apparizioni e 37 punti all'attivo.
Vůjtek proseguì la sua carriera per alcune stagioni in Europa, ancora in Repubblica Ceca, Finlandia, ma anche in Superliga russa con Severstal' Čerepovec e Khimik Voskresensk e nella Lega Nazionale A svizzera con gli ZSC Lions. Si ritirò al termine della stagione 2006-2007.

### Nazionale
Con la nazionale ceca ha disputato una sola competizione ufficiale internazionale, il mondiale 1997 disputato in Finlandia e chiuso al terzo posto. Si distinse come miglior cannoniere e per il maggior numero di punti del torneo.

## Palmarès

### Club
- Calder Cup: 1

Cape Breton: 1992-1993
- Extraliga ceca: 1

Sparta Praga: 1999-2000

### Individuale
- SM-liiga All-Star Team: 1

2001-2002
- Campionato mondiale di hockey su ghiaccio All-Star Team: 1

Finlandia 1997
- Maggior numero di reti al Campionato mondiale di hockey su ghiaccio: 1

Finlandia 1997 (7 reti)
- Capocannoniere del Campionato mondiale di hockey su ghiaccio: 1

Finlandia 1997 (14 punti)
- WHL West First All-Star Team: 1

1991-1992
- CHL Third All-Star Team: 1

1991-1992